# Sim Soo-bong
Sim Min-kyung  es una cantante surcoreana conocida profesionalmente como Sim Soo-bong. 

## Carrera
Debutó en 1978 a través del Concurso Universitario de la Canción de la MBC (del coreano: MBC 대학가요제),  en la que interpretó la canción "Geuddae Geu Saram" (그때 그사람) la cual había compuesto cuando todavía era estudiante de último año en la Universidad de Myongji,  .

## Después de presenciar el asesinato de Park Chung-hee
Fue una de los testigos del asesinato del presidente de Corea del Sur Park Chung-hee en 1979. El presidente Park  era un admirador suyo, habiéndose presentado frente al expresidente antes de su asesinato en varias ocasiones.
Por haber sido testigo del incidente, le fue prohibido aparecer en televisión hasta 1984.
Ha dicho que estuvo presente en su banquete en tres ocasiones. En una entrevista concedida durante los últimos años, ha debatido sobre una idea errónea de que él era un aficionado de enka. Cuando cantó una canción de Misora Hibari ("Kanashii Sake"), el presidente Park gritó con enojo, "Quien trajo a una chica japonesa?".
Por primera vez, habló del incidente a la prensa japonesa, en noviembre de 2006. La entrevista fue publicada en el Asahi Shimbun.
En 2012 admitió que después de aquel asesinato, había sido encarcelada en una prisión y, posteriormente, internada en una institución mental durante casi un mes, antes de ser liberada. Estuvo vetada de la radio y la televisión, hasta 1981, y se le mantuvo en observación durante muchos años.

## Premios
| Año  | Premio                          | Red                        | Ref.  |
| ---- | ------------------------------- | -------------------------- | ----- |
| 1979 | Novato del año                  | KBS                        |       |
| 1979 | Top 10 de los cantantes del año | MBC                        |       |
| 2009 | Premio Salón de la Fama         | 11 Mnet Asian Music Awards | [ 7 ] |